# Стетковцы
Сте́тковцы (укр. Стетківці) — село на Украине, основано в 1601 году, находится в Чудновском районе  Житомирской области.
Код КОАТУУ — 1825887601. Население по переписи 2001 года составляет 768 человек. Почтовый индекс — 13263. Телефонный код — 4139. Занимает площадь 3,06 км².

## Известные уроженцы и жители
- Стаховский, Николай Ананьевич (1879—1948) — украинский общественно-политический деятель, дипломат.
- Совинский, Леонард (1831–1887) — польский писатель и поэт.

## Адрес местного совета
13263, Житомирская область, Чудновский р-н, с.Стетковцы, ул.Ленина, 42